# チャールズ・トーマス・コワル
| 1876 Napolitania | 1970年 1月31日   |
| 1939 Loretta     | 1974年 10月17日  |
| 1981 Midas       | 1973年 3月6日    |
| (2060)キロン     | 1977年 10月18日  |
| 2063 Bacchus     | 1977年 4月24日   |
| 2102 Tantalus    | 1975年 12月27日  |
| 2134 Dennispalm  | 1976年 12月24日  |
| 2241 Alcathous   | 1979年 11月22日  |
| 2340 Hathor      | 1976年 10月22日  |
| 2594 Acamas      | 1978年 10月4日   |
| 2629 Rudra       | 1980年 9月13日   |
| 3163 Randi       | 1981年 8月28日   |
| 3924 Birch       | 1977年 2月11日   |
|                  | E. Bowellと      |
| 4312 Knacke      | 1978年 11月29日  |
|                  | S. J. Busと      |
| (4596) 1981 QB   | 1981年 8月28日   |
| (4688) 1980 WF   | 1980年 11月 29日 |
| (5660) 1974 MA   | 1974年 6月26日   |
| (24617) 1978 WU  | 1978年 11月29日  |
|                  | S. J. Busと      |
| (73669) 1981 WL2 | 1981年 11月25日  |

チャールズ・トーマス・コワル（Charles Thomas Kowal、1940年11月8日 - 2011年11月28日）はアメリカ合衆国の天文学者。ニューヨーク州バッファロー出身。小惑星、彗星の発見者として知られる。
1961年から1984年にかけてカリフォルニア工科大学のパロマー山天文台とウィルソン山天文台で勤務した。初めはIa型超新星の捜索を行っていたが、同僚のエレノア・ヘリン、ユージン・シューメーカーに刺激を受けて彗星、小惑星の捜索に軸足を移した。
木星の衛星 レダを1974年に、テミスト を1975年に発見した。テミストは一時行方不明になり、2000年に再発見された。
1977年には小惑星か彗星かで論争になった小惑星(2060)キロンを発見した。
キロンを含めて、19個の小惑星の発見者、共同発見者である。そのなかにはアテン群の小惑星 (2340) Hathor、アポロ群の小惑星 (1981) Midas、(2063) Bacchus、(2102) Tantalus、(5660) 1974 MAや アモール群の小惑星(4596)1981 QBと(4688)1980 WF、トロヤ群の(2241) Alcathousと(2594) Acamasが含まれる。
小惑星以外に多くの銀河系外超新星や彗星を発見した。発見した彗星のなかには99P/コワル第1彗星、 104P/コワル第2彗星、134P/コワル・ヴァーヴロヴァー彗星、143P/コワル・ムルコス彗星、158P/コワル・LINEAR彗星が含まれる(キロンは彗星の記号95P/Chironも持つ）。
1979年に ジェームズ・クレイグ・ワトソン・メダルを受賞した。
1996年から2006年まで応用物理研究所で勤務したのち引退し、2011年にワシントン州シンバーで死去した。